# Flávio Campos
Flavio Henrique de Paiva Campos (29 agosto 1965) è un allenatore di calcio ed ex calciatore brasiliano, di ruolo centrocampista.

## Palmarès

### Giocatore

#### Competizioni statali
- Taça Guanabara: 2

Flamengo: 1988
Vasco da Gama: 1992
- Campionato paulista: 2

San Paolo: 1989, 1991
- Campionato Carioca: 1

Vasco da Gama: 1992
- Taça Rio: 1

Vasco da Gama: 1992
- Campionato Gaucho: 1

Juventude: 1998

#### Competizioni nazionali
- Campionato brasiliano: 2

Flamengo: 1987
San Paolo: 1991
- Coppa del Brasile: 1

Juventude: 1999

### Allenatore
- Campionato Maranhense: 1

Sampaio Corrêa : 2010